# Provinz Midelt

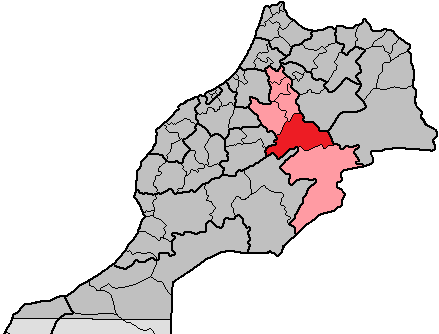
Provinz Midelt in der ehemaligen Region Meknès-Tafilalet

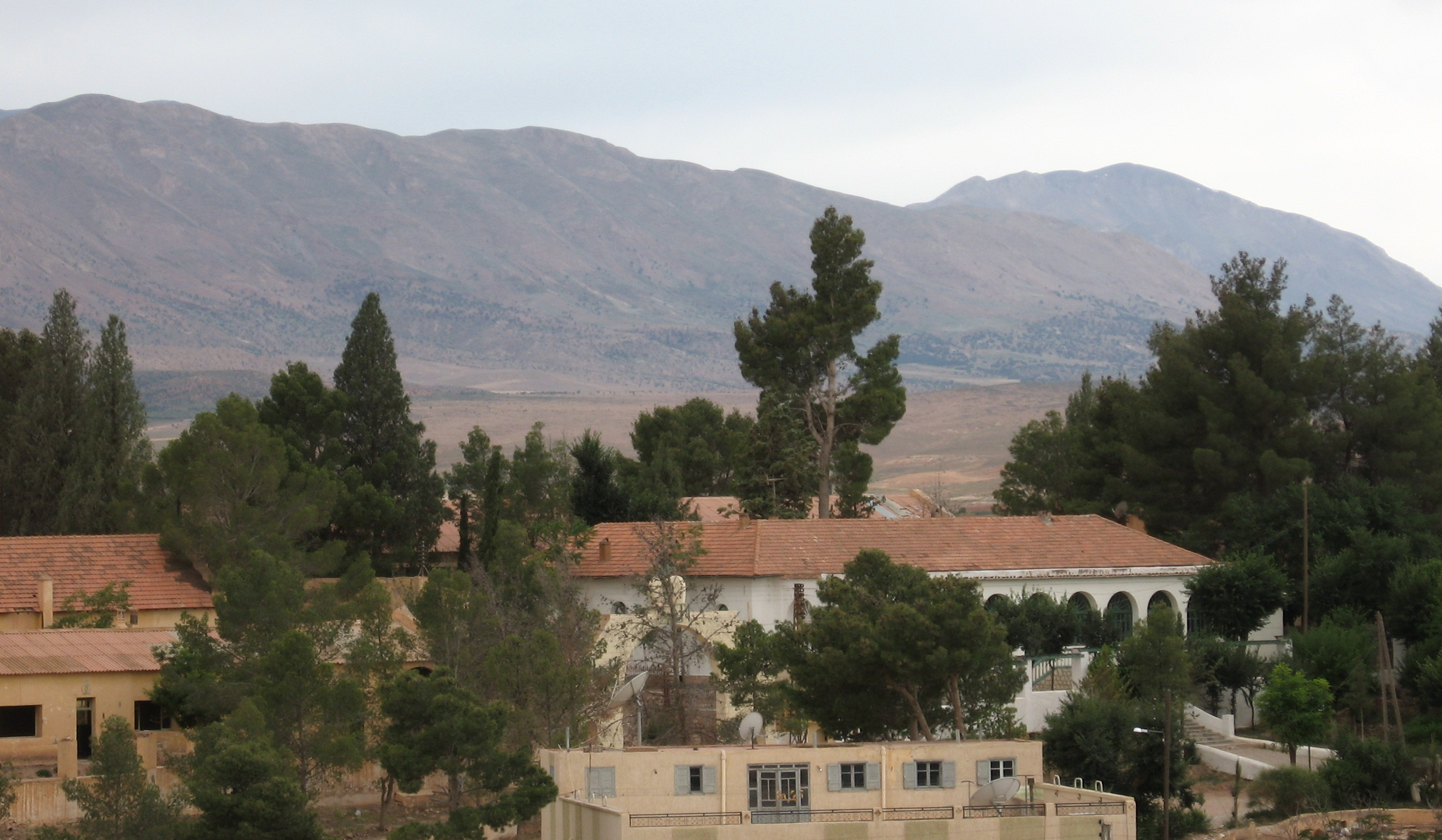
Stadt Midelt mit dem Jbel Ayachi im Hintergrund

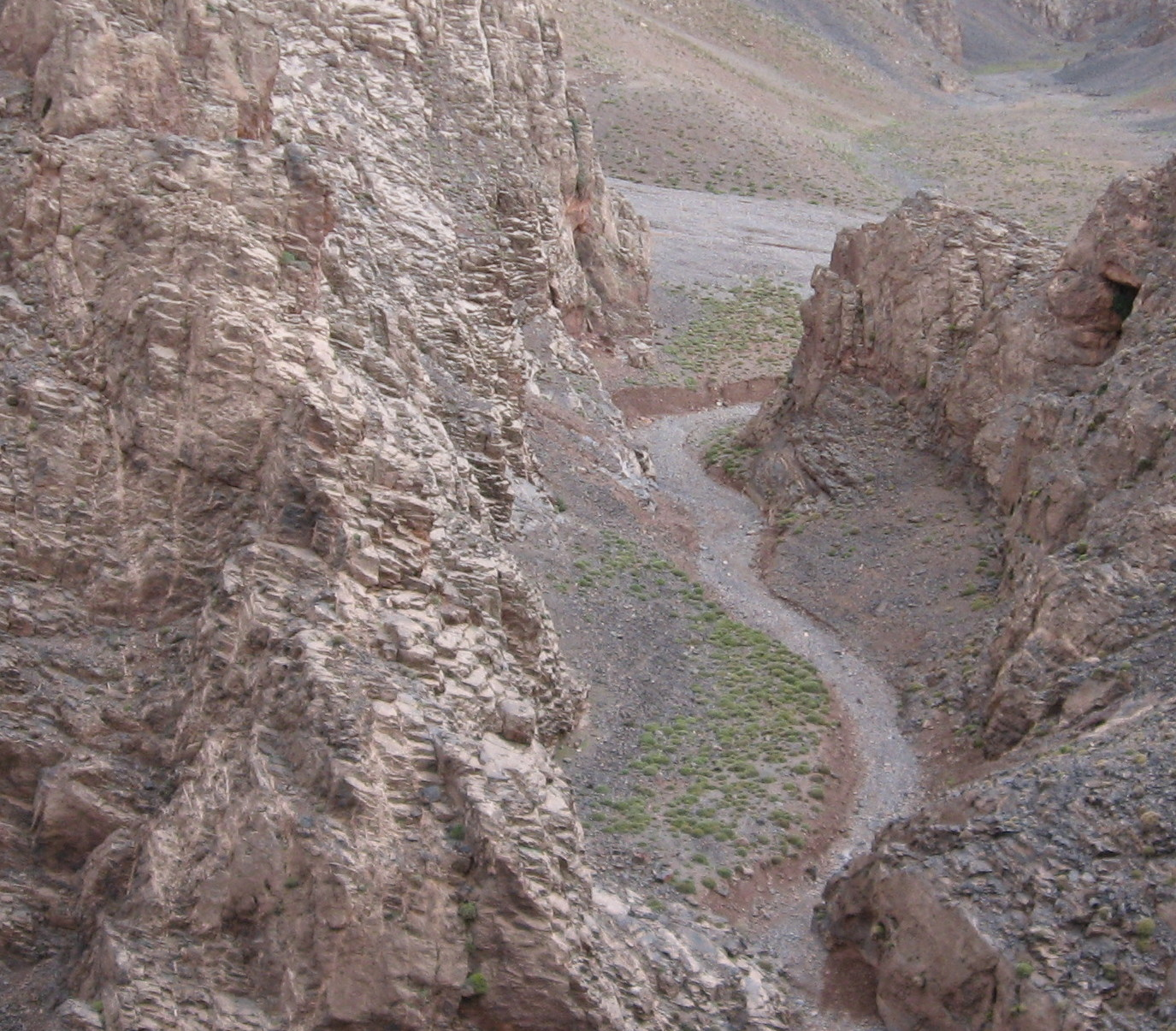
Schlucht im Gebiet des Jbel Ayachi

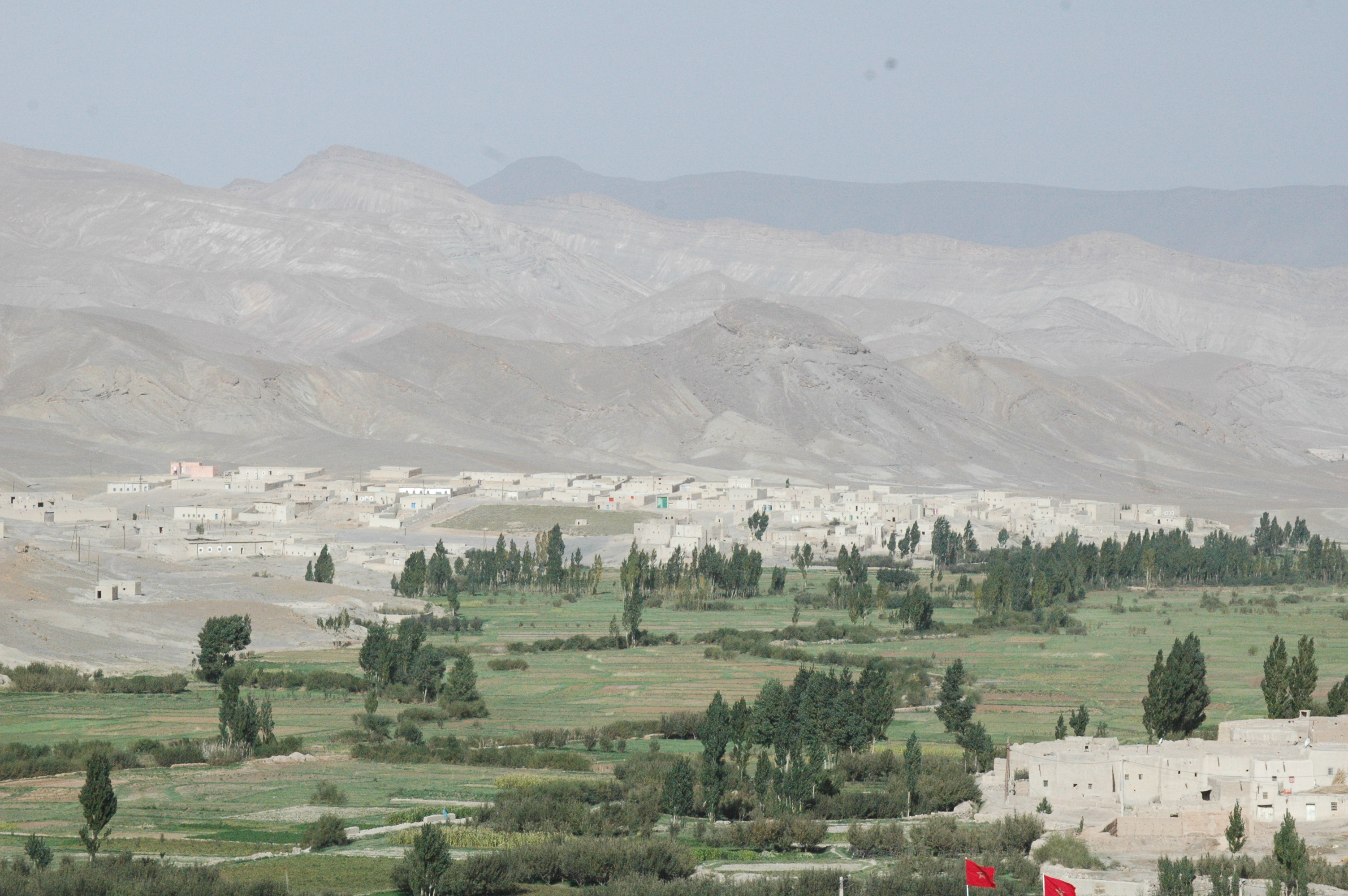
Imilchil

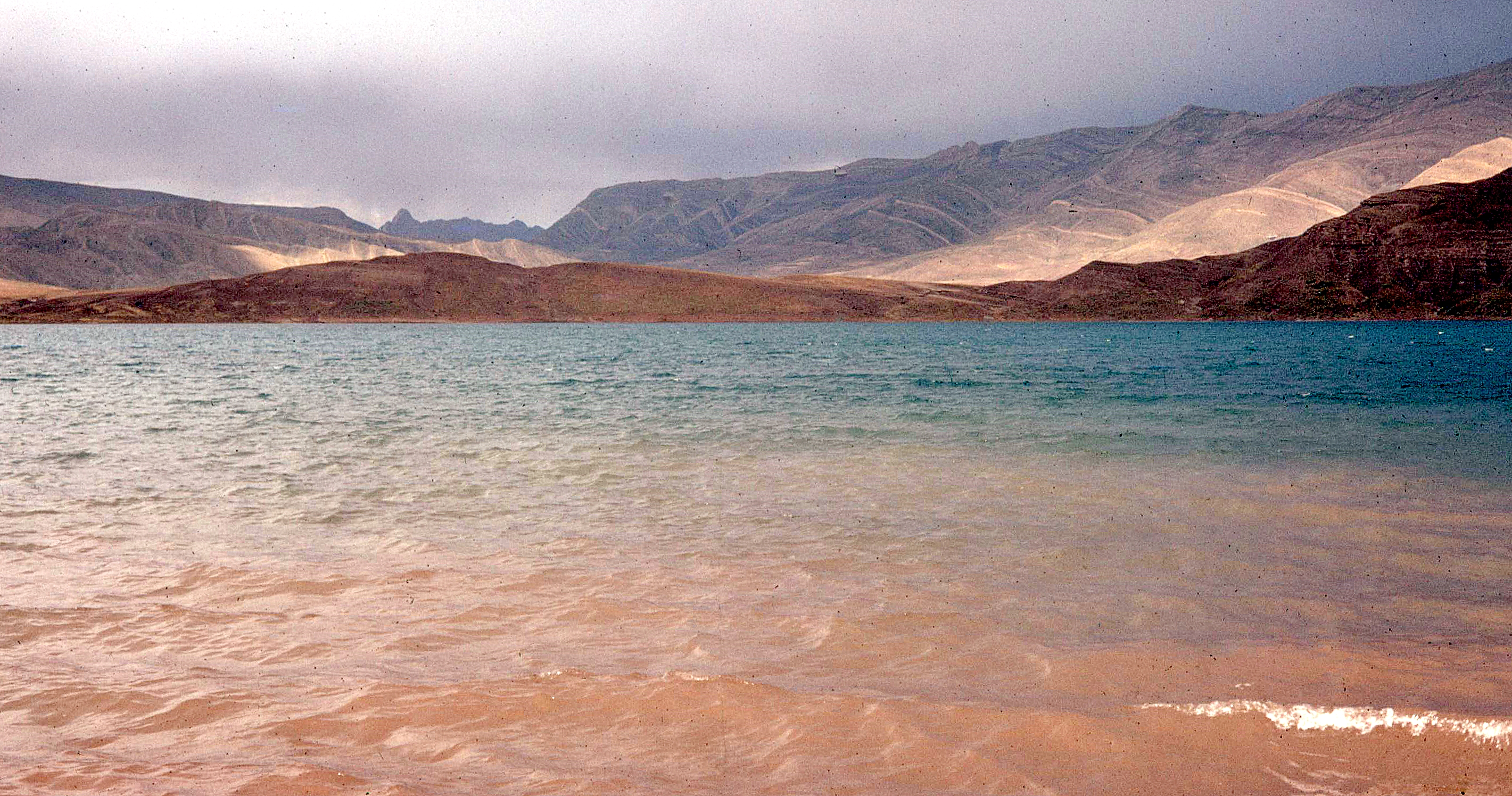
Isli-See bei Imilchil

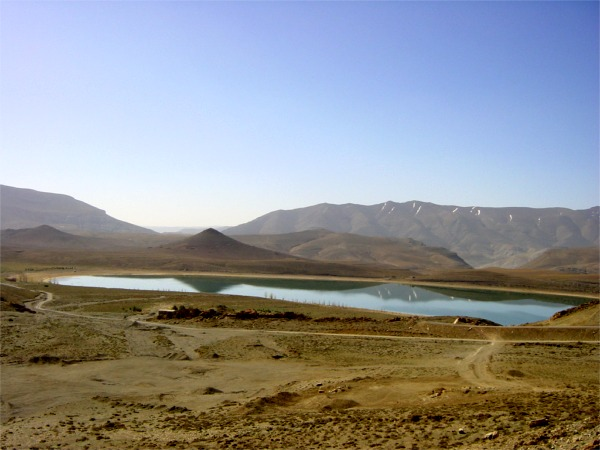
Lac Tislit bei Imilchil

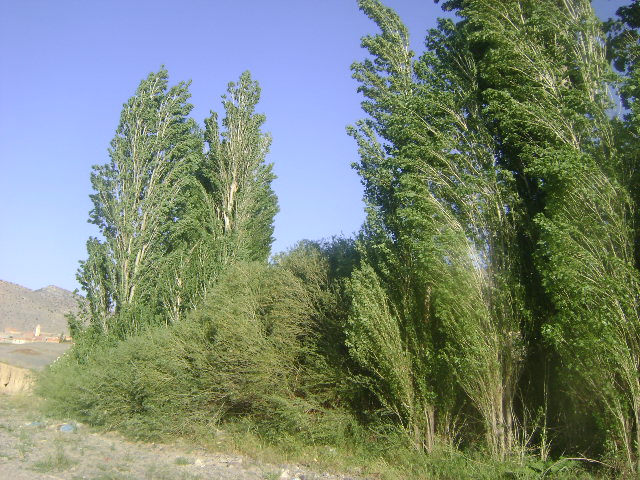
Bäume bei Tounfite

Die etwa 12.700 km² große und rund 300.000 Einwohner zählende Provinz Midelt (arabisch إقليم ميدلت; Zentralatlas-Tamazight ⵜⴰⵙⴳⴰ ⵏ ⴰⵡⵟⴰⵟ Tasga n Awṭaṭ) ist Teil der marokkanischen Region Drâa-Tafilalet, bis zum Jahr 2015 gehörte sie zur Region Meknès-Tafilalet. Die Provinzhauptstadt ist die Stadt Midelt.

## Geographie

### Lage
Die Provinz Midelt grenzt im Süden an die Provinz Errachidia, im Südwesten an die Provinz Tinghir, im Westen an die Provinzen Azilal und Beni Mellal, im Nordwesten an die Provinz Khénifra, im Norden an die Provinz Ifrane, im Nordosten an die Provinz Boulemane und im Osten an die Provinz Figuig.

### Landschaft
Große Teile der Provinz Midelt liegen in den östlichen Ausläufern der Gebirgsketten des Hohen Atlas und des Mittleren Atlas, die hier immer noch durchschnittliche Höhen zwischen 1500 und 2000 m erreichen. Einige Berggipfel (allen voran der ca. 3750 m hohe Jbel Ayachi) überragen mit Höhen von über 3000 m das Umland. Viele Nordhänge sind bewaldet; der wichtigste und imposanteste Baum ist die in dieser Region selten gewordene Atlaszeder.

### Klima
Infolge der Höhenlage gehört die Provinz Midelt zu den etwas kühleren Regionen Marokkos, wenngleich auch hier im Sommer Tagestemperaturen von 35 °C und mehr erreicht werden können; nachts sinken die Werte – in Abhängigkeit von der Bewölkung – auf 5° bis 15° ab. Im Winter ist mit Schneefällen und Nachtfrösten zu rechnen; tagsüber steigen die Temperaturen jedoch normalerweise wieder auf etwa 15 °C an, so dass der Schnee meist schnell wieder abschmilzt und nur auf den Berggipfeln bis maximal in den Mai hinein liegenbleibt.

## Bevölkerung
Über 80 % der Einwohner der etwa 270.000 Einwohner zählenden Provinz sind Berber verschiedener Stämme. Die beiden einzigen größeren Städte sind das etwa 1500 m hochgelegene Midelt (ca. 45.000 Einwohner) und das deutlich kleinere Er-Rich (ca. 21.000 Einwohner). Während in den beiden Städten zumeist Marokkanisch-Arabisch gesprochen wird, überwiegen in den Landgemeinden (communes rurales) die traditionellen Berbersprachen. Die bekannteste Landgemeinde der Provinz ist Imilchil mit etwa 10 umliegenden Dörfern und insgesamt etwa 8.500 Einwohnern.

## Größte Orte und Gemeinden
Nur die ersten beiden Orte sind als städtische Siedlungen (M = commune municipal) eingestuft; die übrigen gelten als Landgemeinden (communes rurales) und bestehen aus einer Vielzahl von Dörfern.
| Gemeinde              | Einwohner | Einwohner | Einwohner |
| Gemeinde              | 1994      | 2004      | 2014      |
| --------------------- | --------- | --------- | --------- |
| Midelt (M)            | 38.986    | 44.781    | 55.304    |
| Er-Rich (M)           | 13.952    | 20.155    | 25.992    |
| Gourrama              | 11.216    | 13.426    | 14.927    |
| Boumia                | 11.493    | 15.204    | 18.212    |
| Tounfite              | 10.677    | 12.306    | 13.297    |
| Itzer                 | 10.213    | 10.719    | 10.613    |
| Aït Ayach             | 8.871     | 11.260    | 11.946    |
| Imilchil              | 7.253     | 8.222     | 8.870     |
| Outerbat              | 5.898     | 6.137     | 6.819     |
| Bou Azmou             | 7.838     | 8.903     | 9.583     |
| Amouguer              | 4.787     | 5.119     | 4.840     |
| Aït Yahya             | 4.219     | 4.455     | 4.560     |
| Zaouiat Sidi Hamza    | 6.624     | 4.595     | 5.454     |
| Zaida                 | 7.507     | 9.920     | 13.181    |
| Sidi Aayad            | 6.372     | 7.424     | 8.629     |
| M’Zizel               | 6.309     | 6.443     | 7.388     |
| Guir                  | 4.716     | 3.499     | 4.022     |
| Guers Tiaallaline     | 9.718     | 11.931    | 12.927    |
| En-nzala              | 3.675     | 5.186     | 4.390     |
| Mibladen              | 3.438     | 3.087     | 3.084     |
| Amersid               | 5.713     | 6.183     | 5.857     |
| Aït Izdeg             | 7.233     | 8.431     | 6.819     |
| Aït Ben Yacoub        | 4.590     | 4.310     | 4.012     |
| Tizi N’Ghachou        | 2.997     | 3.053     | 2.557     |
| Tanourdi              | 2.940     | 2.777     | 2.872     |
| Sidi Yahya Ou Youssef | 2.462     | 2.538     | 4.637     |
| Anemzi                | 3.918     | 4.313     | 4.885     |
| Agoudim               | 4.591     | 4.431     | 4.113     |
| Aghbalou              | 7.258     | 8.292     | 9.547     |
| Summen                | 225.464   | 257.100   | 289.337   |

## Wirtschaft
Wie auch in anderen Regionen Marokkos dominierte über Jahrhunderte die Landwirtschaft und hier vor allem die Viehzucht (Schafe, Ziegen) und gewährleistete die Selbstversorgung der Bevölkerung. Nach verminderten oder ganz ausbleibenden Regenfällen seit den 1970er Jahren und/oder aus soziokulturellen Gründen sind viele Familien seitdem in der Hoffnung auf Arbeit und ein besseres Leben in die Städte abgewandert, was dort zu einem enormen Bauboom geführt hat. In der Umgebung der Stadt Midelt wurden schon seit langer Zeit Bleierze und andere Mineralien abgebaut; zwei größere Minen existieren noch immer. Der Tourismus spielt eine untergeordnete Rolle, wenngleich viele Touristenbusse auf ihrem Weg von Fès bzw. Meknès nach Errachidia bzw. Erfoud oder umgekehrt in Midelt einen Zwischenstopp einlegen.

## Geschichte
Die Region war wohl schon in römischer Zeit Durchgangsweg für Karawanen aus dem Afrika südlich der Sahara; diese brachten Gold und Sklaven in die nordafrikanischen Provinzen des Römischen Reichs und transportierten im Austausch Luxusgüter wie Stoffe etc. in den Süden. Im islamischen Mittelalter wurde dieser Weg nach der Gründung der Stadt Sijilmassa noch bedeutsamer, doch blieb die Region insgesamt nur ein – auch von räuberischen Banden heimgesuchter – Durchgangsweg. In der Kolonialzeit war Midelt Sitz eines französischen Gouverneurs. Die Provinz Midelt entstand erst im Jahr 2009 durch Abtrennung von Gebieten der Provinzen Errachidia und Khénifra.

## Sehenswürdigkeiten
Die imposanten Berglandschaften der Provinz Midelt sind bislang bei Touristen so gut wie unbekannt. Kulturelle Sehenswürdigkeiten hat die Provinz nicht zu bieten, sieht man von dem alljährlich Ende August/Anfang September im über 2100 m hoch gelegenen Berberort Imilchil stattfindenden Marktgeschehen (moussem) ab.